# 'A voce d' 'o mare
'A voce d' 'o mare è un Album studio di Enzo di Domenico, pubblicato nel 2003.

## Tracce
1. 'A voce d' 'o mare – 3:36
2. Parlami di te – 3:42
3. Magicamente – 3:38
4. Turnamme assieme – 4:49
5. Mullechè – 3:22
6. Tu malincunia – 4:04
7. Senza maschera – 3:45
8. Lacreme 'e contrabbandiere – 3:45
9. È tropp ammore – 3:33
10. Meza luna – 4:40